# Mazzy Star
Mazzy Star je jednou z hudebních skupin reprezentujících styl shoegaze/dreampop ve Spojených státech na přelomu 80. a 90. let minulého století. Skupinu založili v roce 1989 kytarista David Roback a zpěvačka Hope Sandoval.

## Biografie
Roback hrál již před založením Mazzy Star v několika dalších skupinách spadajících pod Paisley Underground mj. třeba Rain Parade nebo Opal. Během turné se skupinou Opal nahradila pak právě Hope Sandoval jich původní zpěvačku Kendra Smith. Poté, co byla skupina Opal rozpuštěna rozhodli se Roback a Sandoval vystupovat společně pod jménem Mazzy Star. Hope Sandoval psala texty a David Roback převzal komponování hudby. Vedle těchto dvou hlavních postav vystupovala s Mazzy Star i celá řada dalších doprovodných hudebníků.
První oficiální album She Hangs Brightly bylo vydáno v roce 1990 a styl kam by se dalo zařadit, osciluje mezi melancholickým kytarovým folkpopem, psychedelickým rockem a tóny delta blues i hard rocku. Texty jsou plné pochmurných příběhů o „nezdravých“ mezilidských vztazích, nenaplněné lásce či hrozících rozchodech. Velice často se v nich objevují různá kryptická sdělení a sebevražedné náznaky. Druhá deska So Tonight That I Might See pokračovala v podobné náladě jako ta první, pouze blues se objevuje jen v některých skladbách a rocková část skladeb působí jemněji. Poslední oficiální deska Among My Swan, je hudebně nejkompaktnějším albem Mazzy Star, obsahuje jen velmi málo ostrých kytarových částí a také je mnohem méně psychedelická. Album obsahuje především jednoduché, mollové, romantické melodie, které i díky nesmírně smutnému a rezignovanému přednesu zpěvačky Hope Sandoval zejména ve skladbě „Look On Down From The Bridge“ předznamenávají konec tohoto hudebního uskupení.
Pravděpodobně nejúspěšnější skladbou Mazzy Star je píseň Fade Into You, která vyšla v roce 1993 na albu So Tonight That I Might See.

## Diskografie
- 1990: She Hangs Brightly (Rough Trade Records)
- 1993: So Tonight That I Might See (Capitol)
- 1996: Among My Swan (Capitol)
- 2013: Seasons of Your Day